# Štruklji
Štruklji so tradicionalna slovenska jed. V različnih izvedbah so poznani v vseh slovenskih pokrajinah in gastronomskih regijah. Pripravljali so se predvsem ob večjih skupnih delih in ob praznikih. 

## Določitev in razlikovanje
Glede na to, da se poimenovanje štruklji (edninsko: štrukelj) lahko nanaša na eno jed z različnimi imeni in več različnih jedi z istim imenom, ločimo: 
- močnate jedi iz različnih vrsta nadevanega in zvitega testa, s slanimi ali sladkimi nadevi, ki se pripravljajo kuhani, pečeni ali soparjeni,
- potične zavitke, pečene v oglatem pekaču ali skledi v enem kosu ali narezane na manjše ravne kose,
- močnate jedi (zavitek) iz različnih vrst nadevanega in zvitega testa, s slanimi ali sladkimi nadevi, ki se pripravljajo pečeni,
- razne vrste kuhanih in zabeljenih testenih žepkov, žlinkrofov ali krapcev.
- testene svaljke kot zakuho v juhah ali enolončnicah,

## Poimenovanje
V Sloveniji je za posamezne vrste štrukljev več narečnih poimenovanj, vendar je najpogostejša uporaba besede štrukelj, ki je povzeta iz avstrijske nemščine (Struckel) in podobne nemške besede 'Strudel' (zavitek, prvotno vrtinec), ki pomeni jed zavite, polžaste oz. vrtinčaste oblike. 

## Štruklji nekoč in danes
Prva pričevanja o pripravi te jedi segajo že v 16. stoletje, ko naj bi leta 1589 dvorni kuhar v Gradcu zapisal recept za kuhane pehtranove štruklje. Kuhani ali pečeni štruklji so bili jed tudi na samostanskih jedilnikih. Kot meščanska praznična jed naj bi se uveljavili v 17. stoletju, medtem, ko navedbe, da naj bi kmetje v vaseh uživali kot praznično jed šele od 19. stoletja dalje, nikakor ne morejo biti točne. Danes so štruklji pogosto na jedilnikih restavracij in gostiln kot priloga k mesu in omakam ali kot samostojna sladica. 

## Sestava in načini priprave
Prvi štruklji so bili narejeni samo iz vlečenega testa. Delali so jih iz bele moke, kasneje tudi iz ajdove. Danes jih pripravljajo tudi iz kvašenega, listnatega, rezančnega in krompirjevega testa. Štruklje kuhamo v slanem kropu ali juhi, parimo v sopari, pečemo ali celo cvremo. Kuhamo jih zavite v vlažno krpo ali prtič. Štruklje ločimo po načinu kuhanja, po testu in po nadevih; orehovi, sirovi, pehtranovi, jabolčni ... Nadevi za štruklje so lahko sladki in slani. 

## Recepti

### Vlečeno testo
Sestavine
- 1 l bele moke
- 1/4 l tople vode
- 1 celo jajce
- sol
- 1 rezina surovega masla
- limonin sok ali kis
- olje

1. Iz navedenih sestavin naredimo srednje mehko testo in ga dobro pregnetemo.
2. V hlebček oblikovano testo, premazano z oljem, naj počiva dobre pol ure.
3. Potem ga razvaljamo na pomokanem prtu, premažemoo z oljem in na tanko razvlečemo.
4. Debele robove porežemo in tako imamo pravokotno osnovo pripravljeno za mazanje z različnimi vrstami nadeva.

### Pehtranovi štruklji
Štruklji s pehtranovim nadevom so najbolj značilni slovenski štruklji. To so kuhani in zabeljeni sladki štruklji, ki jim pehtran daje izvrstno aromo. So značilna pomladansko-poletna jed.
Sestavine
- vlečeno testo za štruklje
- 3 dl goste kisle smetane
- 2 jajci
- 3 žlice v maslu popraženih krušnih drobtin
- sol
- 2 šopka pehtrana

1. Zmešamo kislo smetano, rumenjaka, drobtine in drobno narezan šopek pehtrana.
2. Iz beljakov naredimo trd sneg in ga zmešamo k ostalim sestavinam.
3. Na razvlečeno testo namažemo nadev.
4. Testo zvijemo in zavijemo v moker in ožet lanen prtič ali aluminijasto folijo, povežemo z nitjo ter kuhamo v slanem kropu 25 minut. Vode v široki kozici naj bo za dobre tri do štiri prste.
5. Kuhan štrukelj vzamemoo iz ovoja, razrežemo ga na kose in zabelimo z maslom ter drobtinami.

Štruklje lahko ponudimo slane ali sladke. Nekatere gospodinje dodajo v nadev teh štrukljev tudi skuto. 

### Sirovi (skutni) štruklji
Sirovi ali skutni štruklji so najbolj splošno razširjeni in najbolj pogosti v ponudbi gostiln in restavracij. 
Sestavine
- vlečeno testo za štruklje
- 1/4 l kisle smetane
- 1/8 l pšeničnega zdroba
- 20 dag skute
- 2 rumenjaka
- žlica olja
- nekaj zrn soli
- sneg 2 beljakov
- pest belih krušnih drobtin

1. Za nadev najprej zmešamo kislo smetano in pšenični zdrob. Počakamo, da se zdrob nekoliko napne.
2. Primešamo skuto, rumenjaka, sol in sneg 2 beljakov.
3. Testo razvaljamo in ga namažemo z oljem. Potem ga raztegnemo in razvlečemo, namažemo s pripravljenim nadevom, potresemmo z drobtinami in zvijemo. Zavijemo ga v moker in ožet lanen prtič ali aluminijasto folijo ter povežemo z nitjo. Kuhamo pol ure v široki kozici v vreli osoljeni vodi (približno za dobre tri do štiri prste).
4. Kuhan štrukelj odvijemo iz prtiča ali folije, razrežemo na rezine in zabelimo z maslom ter drobtinami.